# Lovinac (Poličnik)
Lovinac es una localidad de Croacia en el ejido del municipio de Poličnik, condado de Zadar.

## Geografía
Se encuentra a una altitud de 107 m s. n. m. a 274 km de la capital nacional, Zagreb.

## Demografía
En el censo 2011 el total de población de la localidad fue de 278 habitantes.
| Gráfica de población de Lovinac 1857-2011                           |
|                                                                     |
| Según los censos de población de la oficina estadística de Croacia. |